# Catena Artamonov
Catena Artamonov - łańcuch kraterów na powierzchni Księżyca, o długości 134 km. Jego współrzędne selenograficzne to 26,0°N; 105,9°E.
Catenę nazwano od krateru Artamonov, nazwa została zatwierdzona przez Międzynarodową Unię Astronomiczną w roku 1976.